# Marcius Gallicus
Marcius Gallicus (sein Praenomen ist nicht bekannt) war ein im 3. Jahrhundert n. Chr. lebender Angehöriger des römischen Ritterstandes (Eques).
Durch zwei Weihinschriften, die beim Kastell Banna gefunden wurden und die auf 259/268 datiert sind, ist belegt, dass Gallicus Tribun der Cohors I Aelia Dacorum war, die zu diesem Zeitpunkt in der Provinz Britannia stationiert war.